# L'indomabile (film 1929)
L'indomabile (Untamed) è un film del 1929 diretto da Jack Conway.
È il primo film sonoro di Joan Crawford.

## Trama
Alice 'Bingo' Dowling, una bella ragazza che ha sempre vissuto una vita libera e selvaggia ai tropici insieme al padre, alla morte di questi si trova erede di una fortuna costruita con il petrolio. Ben Murchison, un vecchio amico del padre, la porta con sé a New York. Durante il viaggio, Bingo si innamora di Andy, un americano, e vorrebbe sposarlo. Ma Murchison la convince a non avere tanta fretta: le consiglia di aspettare e di perdere nel frattempo le sue maniere selvatiche.
A New York, Bingo diventa una bella donna elegante e raffinata. Sembrerebbe ora che niente possa frapporsi tra lei e la felicità rappresentata da Andy. Ma la ragazza riesce a conquistare definitivamente Andy solo quando quest'ultimo accetta da Murchison un lavoro in Sud America.

## Produzione
Il film fu prodotto dalla Metro-Goldwyn-Mayer (MGM). Venne girato muto e quindi ne venne fatta una versione parlata, con il sonoro sincronizzato. Nel film vennero inserite alcune canzoni, “Chant of the Jungle” di Nacio Herb Brown (musica) e Arthur Freed (parole); e “That Wonderful Something (Is Love)” d Louis Alter (musica) e Joe Goodwin (parole).

## Distribuzione
Distribuito dalla Metro-Goldwyn-Mayer (MGM), il film uscì nelle sale cinematografiche statunitensi il 23 novembre 1929.